# Активний відпочинок
Активний відпочинок, рекреація (англ. Active leisure) — спосіб проведення вільного часу, різновид хобі, в процесі якого відпочивальник займається активними видами відпочинку, що потребують активної фізичної роботи організму, роботи м'язів, всього тіла.
Під активним відпочинком найчастіше розуміють непрофесійне заняття якимись видами спорту.
Види активного відпочинку:
- Самодіяльний (спортивний) туризм
  - Пішохідний туризм
  - Велосипедний туризм
  - Спелеотуризм
  - Водний туризм
    - Рафтинг
    - Каякинг
- Альпінізм
- Скелелазіння
- Велосипедні прогулянки
- Маунтінбайк
- Лижні прогулянки
  - Рівнинні лижі
  - Гірські лижі
- Сноуборд
- Теніс
- Гольф
- Катання на роликах
- Біг підтюпцем
- Кінні прогулянки
- Рибалка
- Полювання
- Скейтбординг
- Кайтінг
- Віндсерфінг
- Стрибки з парашутом
- Парапланеризм
- Водні лижі
- Автоперегони
- Мотогонки
- Геокешинг
- Інші види активного відпочинку